# 紀元前822年
紀元前822年（きげんぜん822ねん）は、西暦による年。

## 他の紀年法
- 干支 : 己卯
- 中国
  - 周 - 宣王6年
  - 魯 - 武公4年
  - 斉 - 厲公3年
  - 晋 - 献侯元年
  - 秦 - 秦仲23年
  - 楚 - 熊相6年
  - 宋 - 恵公9年
  - 衛 - 釐侯33年
  - 陳 - 釐公10年
  - 蔡 - 夷侯16年
  - 曹 - 戴伯4年
  - 燕 - 釐侯5年
- 朝鮮
  - 檀紀1512年
- ユダヤ暦 : 2939年 - 2940年
- アッシリア暦 : 3929年
- 人類紀元 : 9179年

## できごと
- 秦仲が周の宣王の命を受けて西戎を討伐したが、敗死した。宣王は秦仲の子の荘公を西垂大夫として兵7000人を与えて西戎を攻めさせ、これを撃破した。荘公は西犬丘に本拠を置いた。

## 死去
- 秦仲